# Menschenlandschaft Berlin
Die Menschenlandschaft Berlin ist ein 1987 installiertes Kunstprojekt im Berliner Stadtteil Kreuzberg. Es handelt sich dabei um einen Skulpturenweg, der vom Schlesischen Tor zum May-Ayim-Ufer führt und dabei sieben Bildhauer-Kunstwerke enthält. Entstanden ist das Projekt bei einem Bildhauer-Symposium.

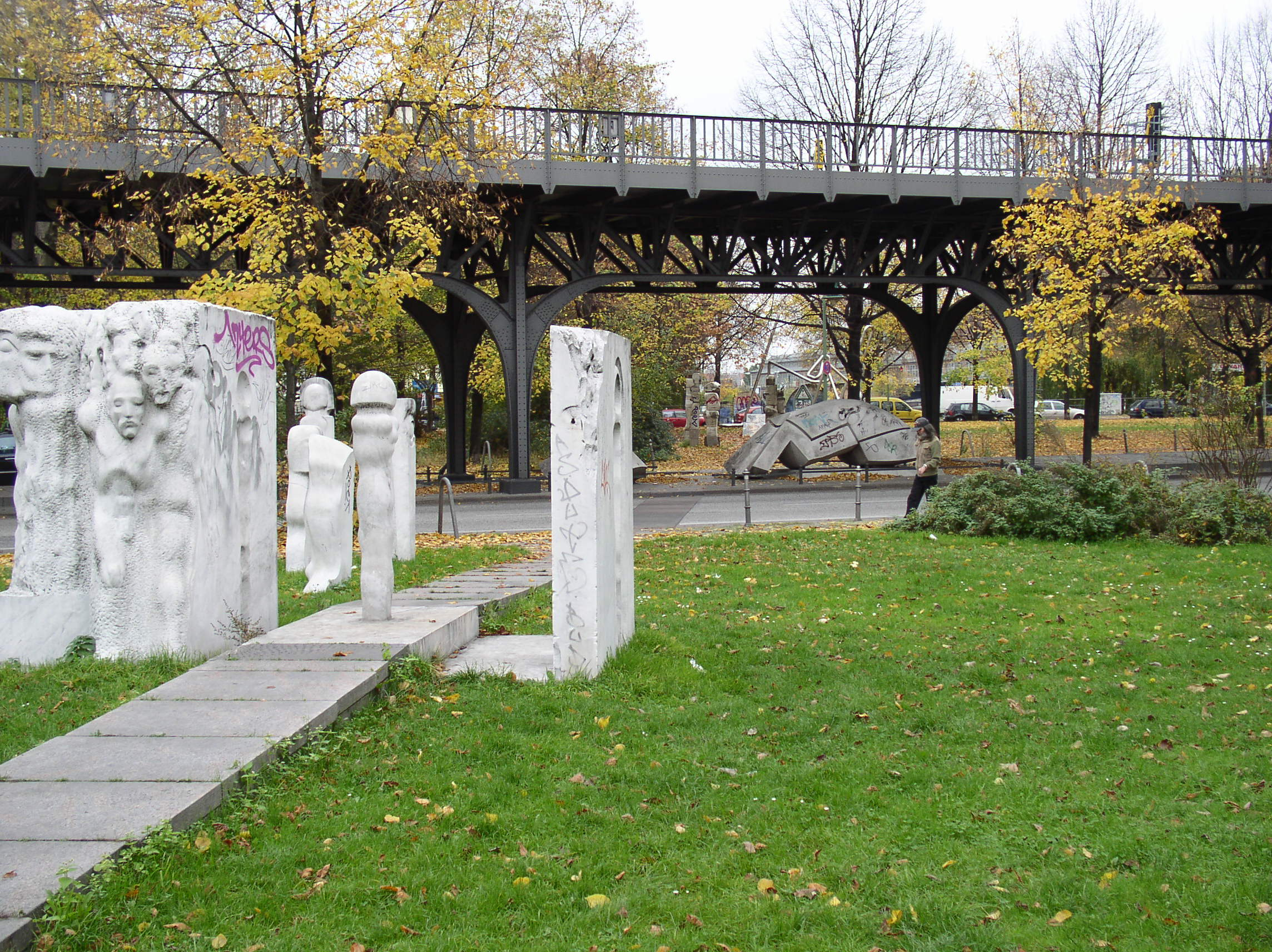
Menschenlandschaft Berlin

Die ausgestellten Arbeiten behandeln das Thema „Kreuzberg als Kristallisationspunkt für Einwanderung“ und wurden von sieben verschiedenen Künstlern geschaffen, der Künstler Schang Hutter trat von der Teilnahme zurück. Zwischen den einzelnen Ausstellungsstücken wurde ein Weg aus Granitplatten angelegt. Der Bereich, in dem die Skulpturen aufgestellt wurden, befand sich in der Vorwendezeit auf einer offenen Fläche, da die Oberbaumbrücke nicht passierbar war. Finanziert wurde das Symposium und das Projekt vom Etat „Kunst-im-Stadtraum“ anlässlich der 750-Jahr-Feier Berlins. Es sollte einen Kontrapunkt zum Skulpturenboulevard am Kurfürstendamm setzen, der im gleichen Jahr aufgebaut wurde.

## Die Skulpturen

### Dove Vai

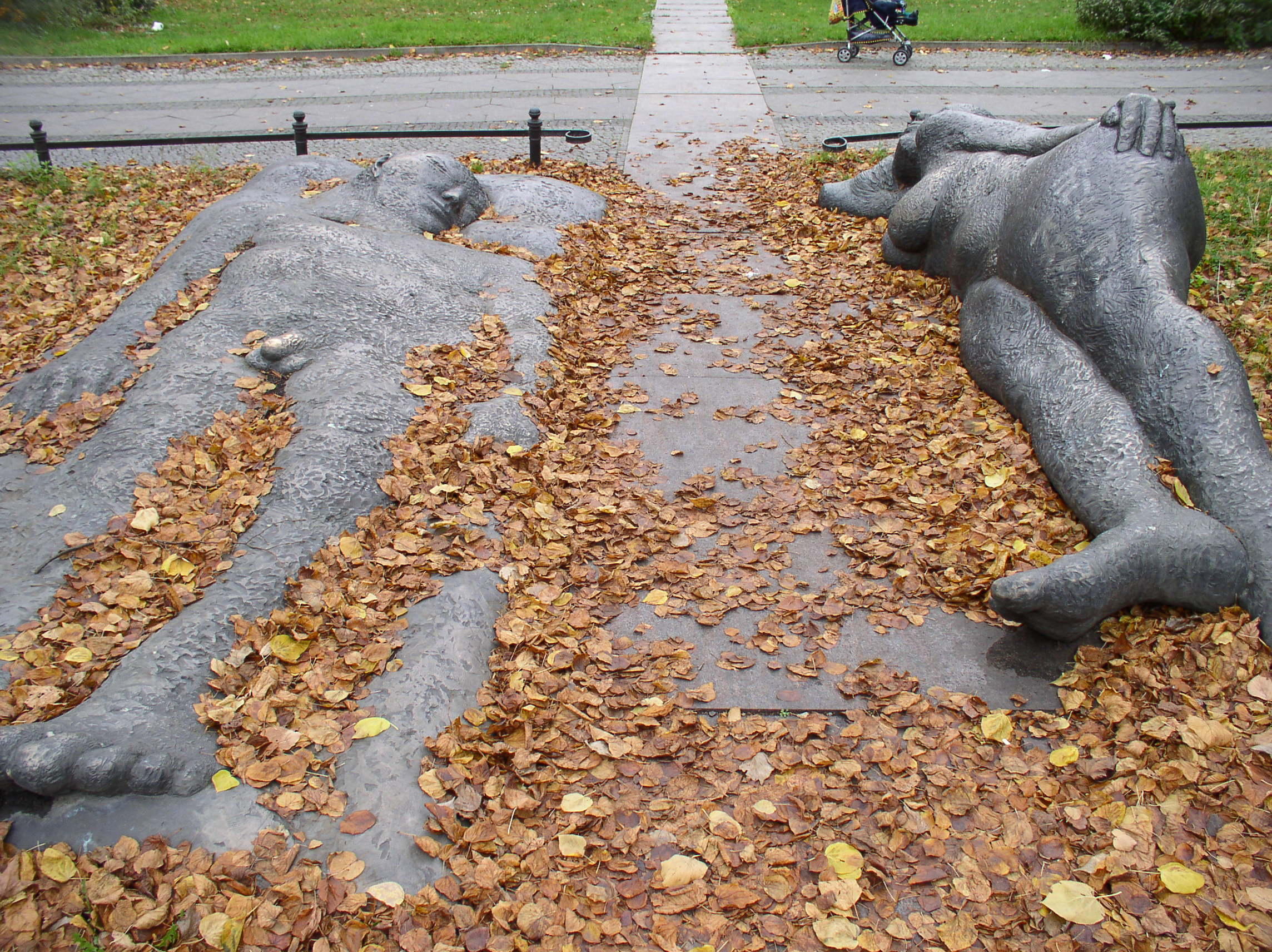
Dove Vai

Die Menschenlandschaft beginnt mit der Skulptur „Dove Vai“ am Gehweg an der Schlesischen Straße. Die etwa fünf Meter langen liegenden Figuren wurden geschaffen von Andreas Wegner (* 1958). Der Titel „Dove Vai“ ist italienisch und bedeutet „Wohin gehst du?“. Dargestellt sind zwei liegende Personen, die sich zugewandt sind. Es handelt sich dabei um ein unbekleidetes Paar, wobei der Mann flach auf dem Rücken und die Frau seitlich liegt. Als Materialien dienten Bronze und Eisen.

### Menschen in der Stadt
Die Skulpturengruppe „Menschen in der Stadt“ befindet sich auf der Grünfläche zwischen der Schlesischen und der Oberbaumstraße und wurde von dem türkischen Bildhauer Mehmet Aksoy aus weißem Carrara-Marmor gefertigt. Insgesamt besteht das Kunstwerk aus neun Figuren. Aus einem großen Steinblock, der eine Menschenmenge darstellt, tritt eine einzelne Figur heraus, sieben Stelen stellen verschiedene Körperteile dar. Abseits von der Grünfläche, direkt an der Straße, steht eine einzelne Figur. Symbolisiert werden soll der Konflikt zwischen Entwurzelung und fehlender Integration ausländischer Einwanderer.

### Puppenruhe

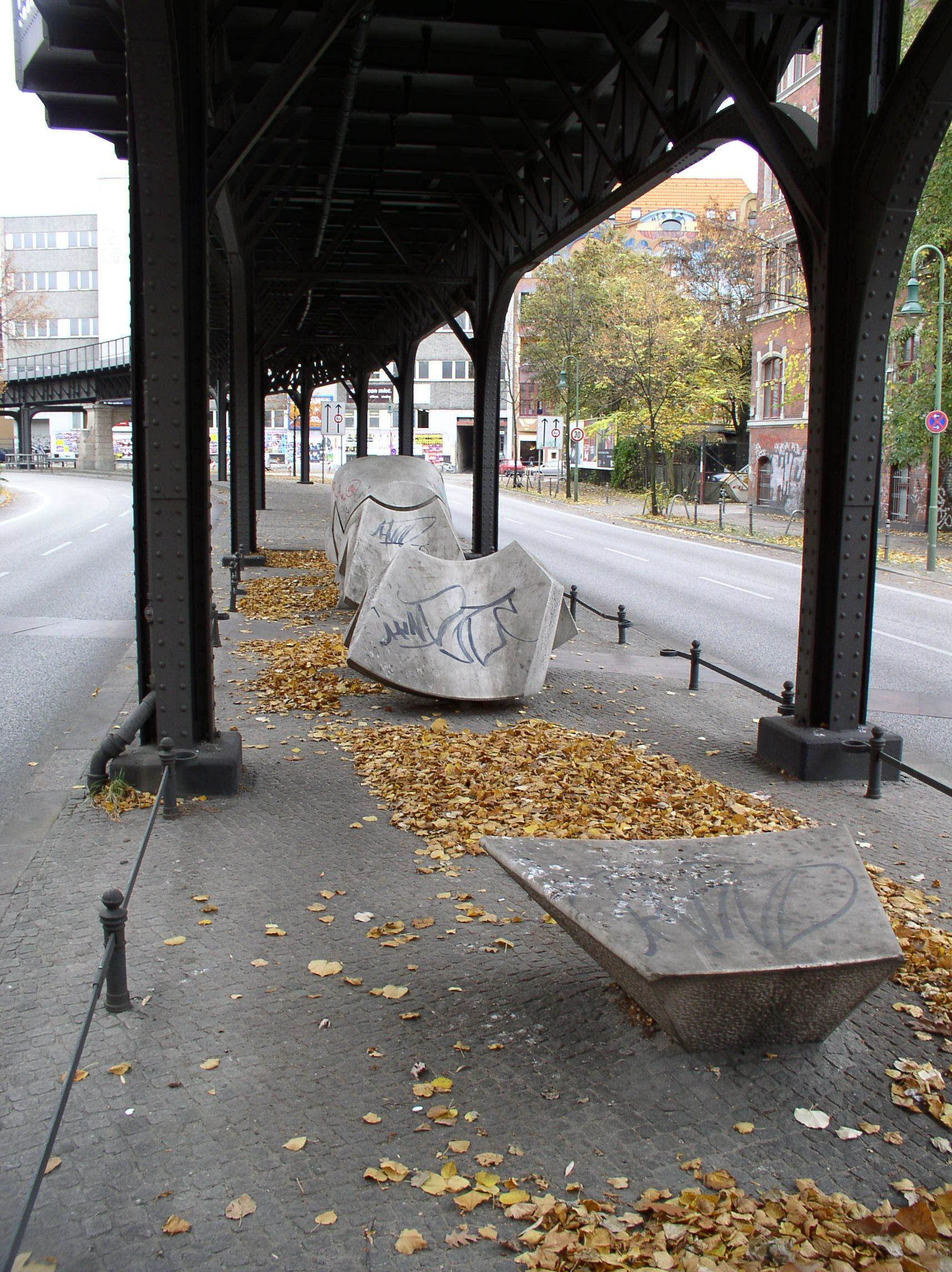
Puppenruhe

Die Skulpturengruppe „Puppenruhe“ befindet sich direkt unter den Gleisen der Hochbahnstrecke der Linie U1 in der Oberbaumstraße. Geschaffen wurde die aus drei abstrakten Marmorelementen bestehende Gruppe von Louis Niebuhr. Sie soll die Entwicklung des Schmetterlings als Sinnbild der Metamorphose in ein neues Leben darstellen.

### Die Begegnung
Aus fünf symbolisierten Frauenkörpern besteht die Skulpturengruppe „Die Begegnung“ zwischen der Oberbaumstraße und dem May-Ayim-Ufer. Die Figuren bestehen aus Keramik mit Beton und Bronze und sind zwischen 2,40 und 2,80 Meter hoch. Geschaffen wurden sie von der türkischen Bildhauerin Azade Köker.
Der von Azade Köker entworfene Skulpturenweg aus Granit wurde durch die Empfehlung der Jury realisiert.

### Stehende Figur vor Reliefkörpern

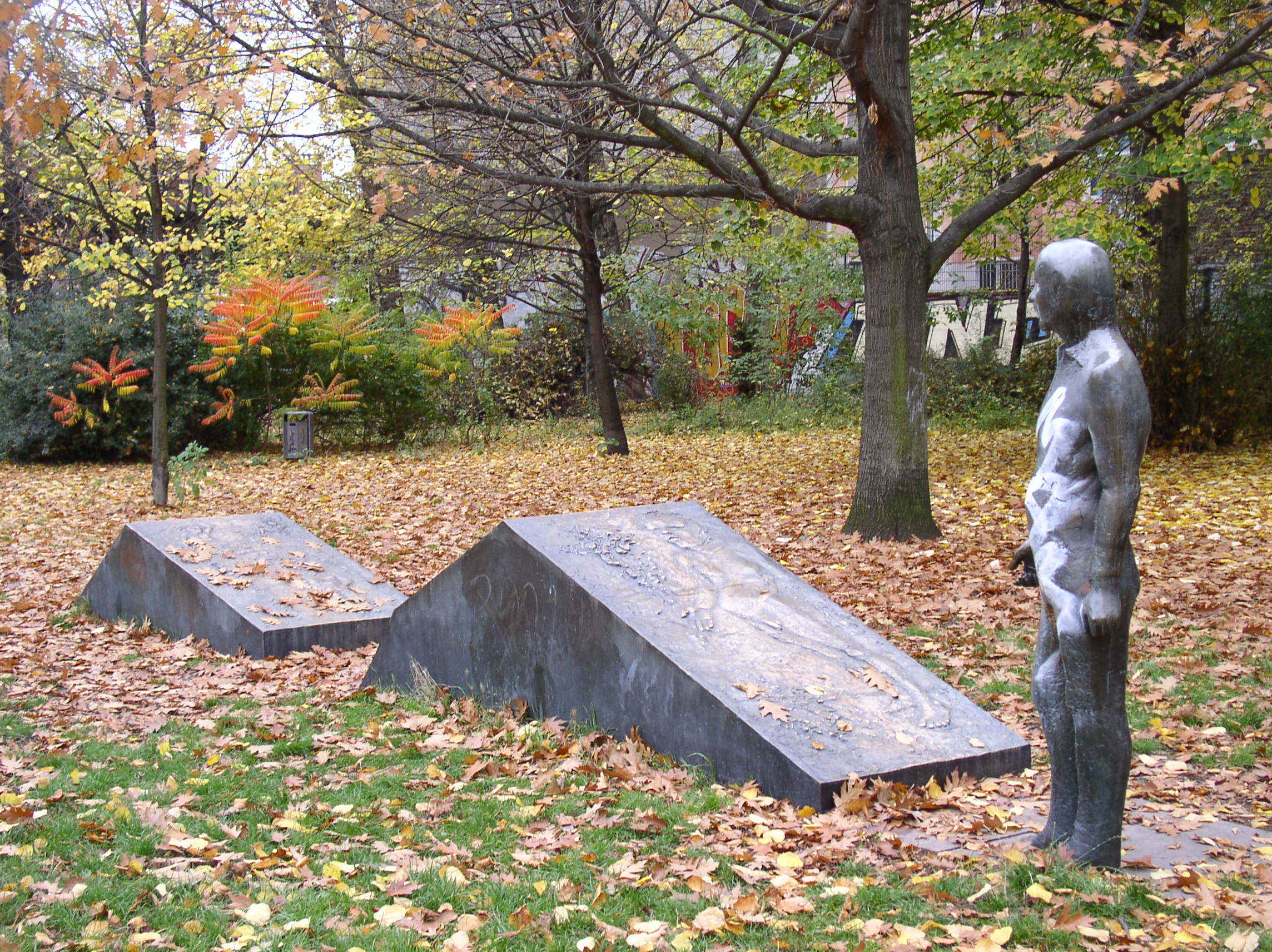
Stehende Figur vor Reliefkörpern

Die „Stehende Figur vor Reliefkörpern“ steht auf einer dreieckigen Grünfläche zwischen der Oberbaumstraße und dem May-Ayim-Ufer. Bei dem von Andreas Frömberg erschaffenen Ensemble handelt es sich um einen Mann von etwa 1,90 Metern Höhe, der auf zwei breite Reliefkörper schaut.

### Raumlinie
Die abstrakte Stahlkonstruktion „Raumlinie“ auf einer Grünfläche zwischen der Oberbaumstraße und dem May-Ayim-Ufer wurde von Rudolf Valenta aus gebogenen Nirostastahlrohren gebaut. Sie ist bis sechs Meter hoch.

### Blau-Bogen-Wiese
Das Sitzensemble „Blau-Bogen-Wiese“ von Leslie Robbins am May-Ayim-Ufer besteht aus sechs verschiedenen Elementen in pastellfarbener Keramik, die optisch wie aufeinandergesetzte Blocksteine wirken. Es handelt sich dabei um einen Pavillon mit fünf Säulen (etwa 2,50 Meter hoch, Grundfläche 1,60 mal 1,20 Meter), einen Hocker und vier verschiedene Sitzbänke.

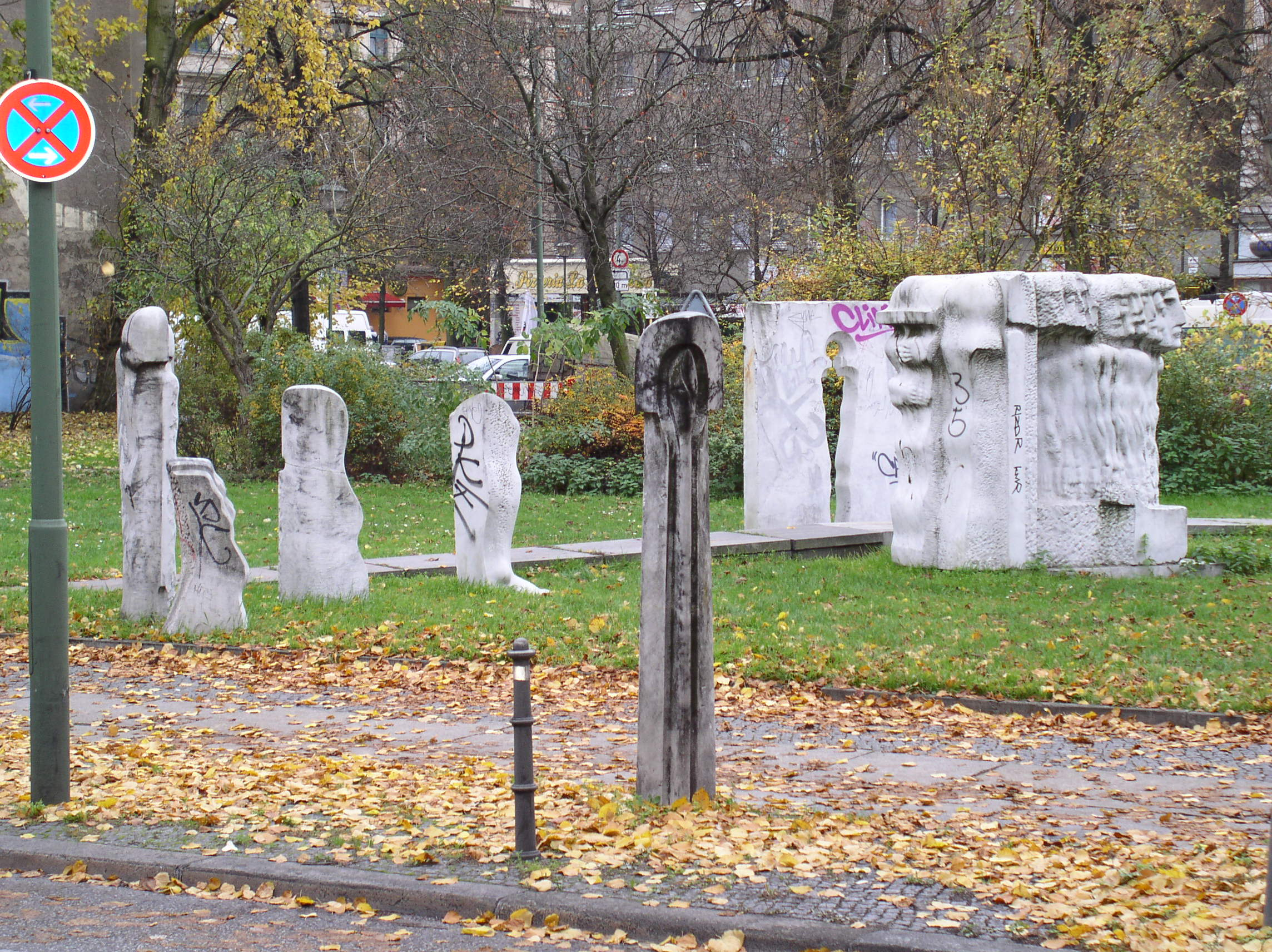
Menschen in der Stadt
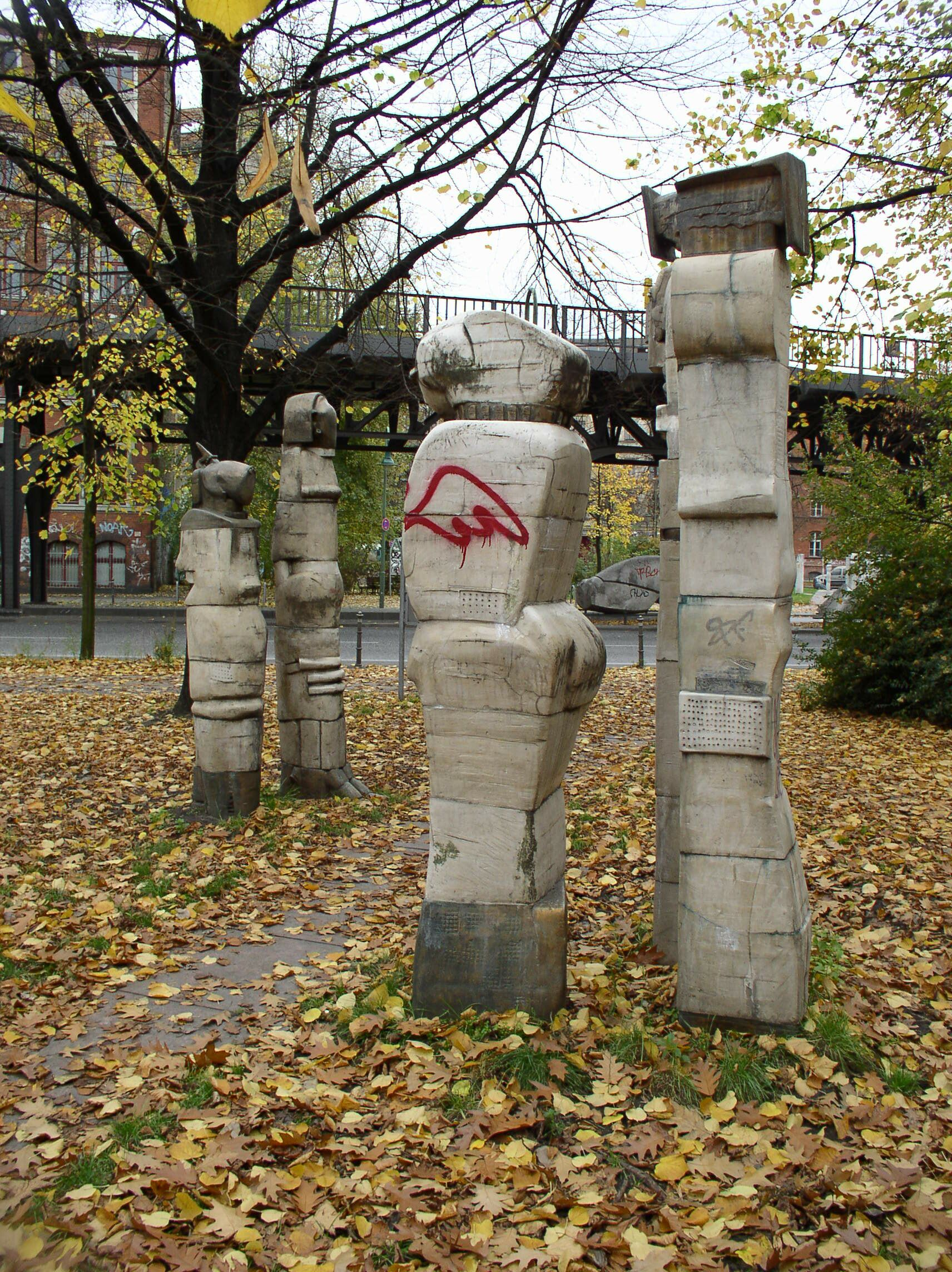
Die Begegnung
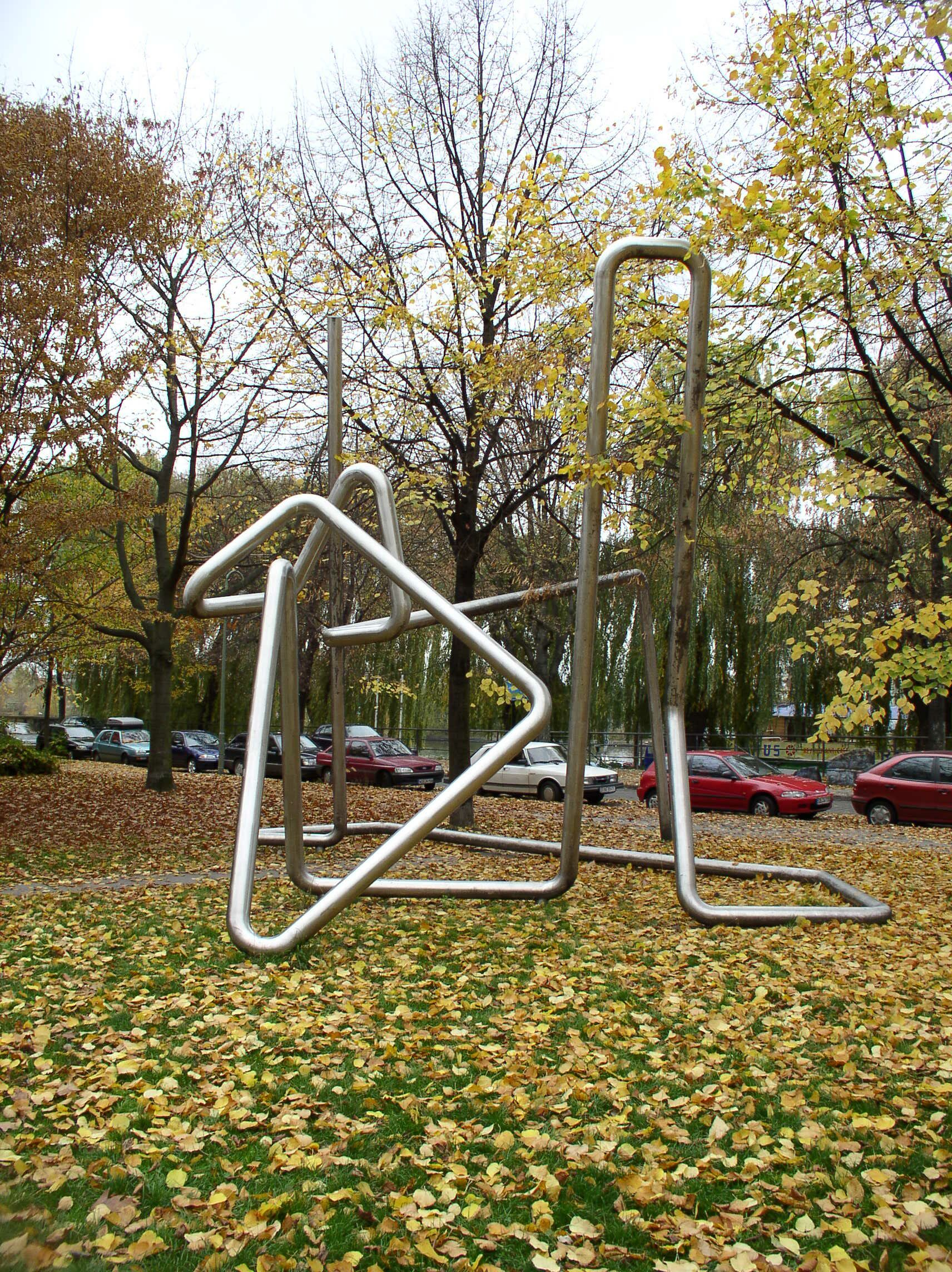
Raumlinie
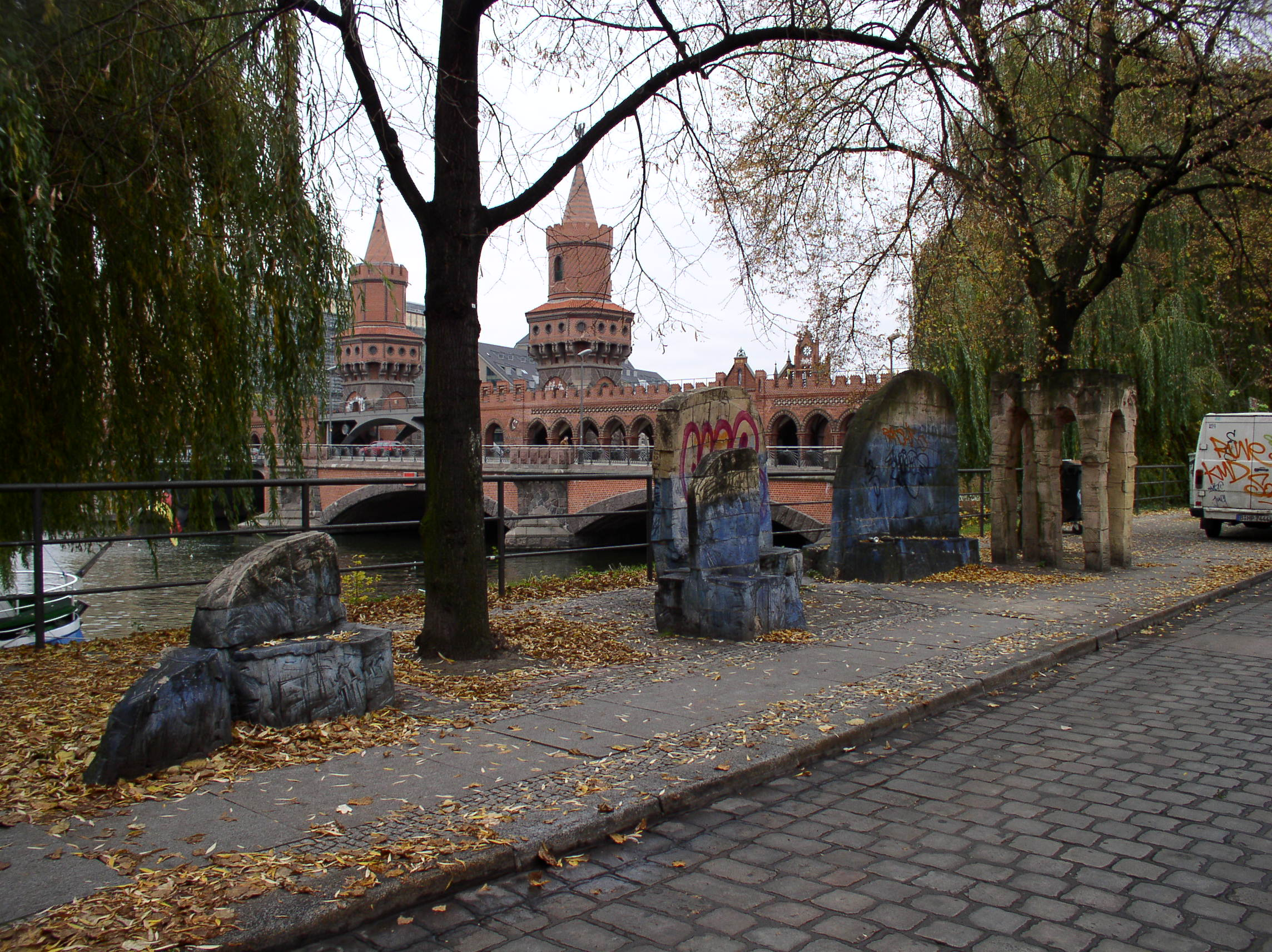
Blau-Bogen-Wiese